# 德里克·韦恩·克劳斯之死
以下所有時間，除非另外註釋，均為美國東部标准時間（UTC-5）。
德里克·韦恩·克劳斯（Deriek Wayne Crouse）警官于2011年12月8日在弗吉尼亚理工执行任务时受到枪击遇难。

## 枪击事件
德里克·韦恩·克劳斯（1972年8月17日 – 2011年12月8日）是弗吉尼亚理工警署的校园警察，于2011年12月8日遇难。克劳斯警官曾是伊拉克战争退伍军人，亦是退休的后备军人。
案发当日，位于弗吉尼亚理工附近的雷德福大学的学生、22岁嫌犯罗斯·楚特·阿什利（Ross Truett Ashley）将车泊于靠近麦克马斯楼附近的卡斯尔体育馆停车场时遇到例行检查。阿什利遇到的例行检查并非克劳斯警官所在的地方，凶手的动机在当时也不明确。枪击案发生后，凶手逃离了案发现场，稍后警方在鸭塘大道附近的Cage停车场发现了他的尸体和解械的手枪。美国东部时间下午12时37分，校方通过邮件、短信、电话、软件通知以及校园广播的形式发布警告；下午1时1分，学校进入紧急状态，所有建筑物的门窗受控进入锁闭状态；随后2时12分蒙哥马利县所有学校亦进入紧急状态，黑堡镇当日娱乐活动全部取消。黑堡公交全部停运。因为案发当日为阅读日（即全部课程已结束，阅读日供学生自习，阅读日后一天为期末考试日开始），大多数的学生都在室内。原定于次日的期末考试因故延迟。下午4时31分，校园警报解除。
时任弗吉尼亚州州长的鲍勃·麦克唐纳在晚些时候通过电话召开新闻发布会，通过检查警车上的车载录像记录，确认了在Cage停车场发现的男性尸体和开枪射杀克劳斯警官的凶手具有同样的特征。据悉，凶手在作案后逃离凶杀现场，后因在Cage停车场被郡长代表发现后自杀。本地的NBC随后证实遇害人为时年39岁的克劳斯警官。他于2007年10月加入弗吉尼亚理工警署，身后留下妻子蒂娜·克劳斯，兄弟，父母，儿子和四名继子。

## 主凶
警方确认，主凶为时年22岁的罗斯·楚特·阿什利。他在弗吉尼亚州斯波特瑟尔韦尼亚县的帕特洛镇长大。他所上的雷德福大学距离弗吉尼亚理工主校区10英里。他的同学马特·戴利（Matt Dailey）说他曾和阿什利一起去过一个射击场，而这个射击场亦曾被2007年弗吉尼亚理工枪击案的主犯赵承熙所使用。另有同学认为他“友好”且“人不错”。在就读雷德福大学时，他曾入选弗吉尼亚大学于怀斯县设立的文理学院的教务长名单（Dean's List，通常只有成绩优秀的学生才能获此殊荣）。
2011年1月，阿什利在枪械经销商处购买了.40口径的半自动手枪。
案发前一天（即2011年12月7日），阿什利从他公寓附近、雷德福镇的一家不动产商处窃得一辆奔驰SUV。案发当日上午9时30分，有人在主校区几英里外的校园公路上看到了这辆车。杀害克劳斯警官后，阿什利将其所穿的羊毛帽和毛衣脱下后装入书包，后将书包弃于学校的温室附近。随后他向附近的Cage停车场逃离。
2011年12月11日，阿什利的家人告知美联社，“我们（阿什利一家）向克劳斯警官一家表示哀悼。我们为克劳斯警官和家人祈祷”。

## 葬礼
德里克·韦恩·克劳斯警官于2011年12月12日下葬。葬礼于卡斯尔体育馆举行。许多家庭成员和密友参加了他的葬礼。四名弗吉尼亚理工校园警察和四名军队成员将克劳斯警官的灵柩抬出校园。本地电视台直播了这场葬礼。